# Champa (zamindari)
Champa (també apareix com Chapa) fou un estat tributari protegit del tripus zamindari al districte de Bilaspur a les Províncies Centrals. La seva superfície era de 311 km² i tenia 65 pobles. La població el 1881 era de 23.819 habitants. La capital era Champa situada a 22° 20′ N, 82° 43′ E / 22.333°N,82.717°E al costat del veí poble comercial de Bamnidehi, principal mercat.
El sobira era un kunwar.